# Adam Kraft
Adam Kraft (ur. pomiędzy 1455 a 1460, zm. styczeń 1509) – niemiecki rzeźbiarz i architekt późnego gotyku.

## Życiorys
Nieznane jest miejsce jego narodzin i młodości. Prawdopodobnie asystował przy pracach nad ukończoną w 1471 roku katedrą w Ulm oraz przy budowie ołtarza w katedrze Sztrasburskiej. Dwa razy żonaty, nie miał dzieci.
Jego arcydziełem jest tabernakulum w kościele świętego Wawrzyńca w Norymberdze. Jest to wysoka na 18,7 metra wieża, podtrzymywana przez cztery figury, w tym jedną przedstawiającą samego artystę. Innym wielkim dziełem rzeźbiarza jest ogromna płaskorzeźba, przedstawiająca ukrzyżowanie, złożenie do grobu i zmartwychwstanie Jezusa Chrystusa, znajdująca się na fasadzie kościoła świętego Sebalda w Norymberdze.
Kraft ukończył wszystkie swoje dzieła w Norymberdze. Został pochowany niedaleko miasta Schwabach. Wiele jego dzieł można oglądać w Germanisches Nationalmuseum w Norymberdze.